# Estadio Anna Mercedes Campos
Het Estadio Anna Mercedes Campos is een multifunctioneel stadion in Sonsonate, een stad in El Salvador. 
Het stadion wordt vooral gebruikt voor voetbalwedstrijden, de voetbalclub C.D. Sonsonate maakt gebruik van dit stadion. In het stadion is plaats voor 8.000 toeschouwers. 